# Peperstraat (Zaandam)
De Peperstraat is een belangrijke doorgaande straat in het centrum van de Noord-Hollandse stad Zaandam. De straat loopt van west naar oost en begint na de Beatrixbrug over de Zaan in het verlengde van de Gedempte Gracht en loopt naar de H. Gerhardstraat. Van hieruit kan men de stad in twee richtingen verlaten.
Over de herkomst van de naam Peperstraat bestaat geen duidelijkheid. Vermoedelijk is de straat genoemd naar de peperhandel die vroeger langs de Zaan plaatsvond.
De Peperstraat fungeert regelmatig als finishstraat van diverse sportevenementen zoals de Dam tot Damloop.

## Geschiedenis
De oude Peperstraat was oorspronkelijk een pad dat liep van de Zaan naar de Oostzijde en kende al voor 1600 bebouwing en een padreglement. Het pad stond ook bekend als de "Bierkay" omdat hier veel bier en wijnkelders langs het pad stonden. Rond 1690 stond het pad ook wel bekend als Rozemarijnsteeg. In 1693 en 1802 werd het padreglement herzien en kreeg het pad de naam Peperstraat. In het verlengde van de Peperstraat lag de Kalverstraat, waarschijnlijk vernoemd naar Cornelis Janszoon Kalff, een onderwijzer uit de 17e eeuw.  
In de jaren 1950 was het verkeer in Zaandam zodanig toegenomen dat het regelmatig vast stond wanneer de oude Wilhelminabrug was geopend. Daarom werd besloten dat er een tweede verkeersbrug over de Zaan moest komen, de Beatrixbrug gelegen in het verlengde van de Gedempte Gracht. Ook de Wilhelminabrug werd vernieuwd en na de ingebruikname van de Beatrixbrug was de Wilhelminabrug bij geopende brug een alternatief waarbij het verkeer dan kan omrijden over de Dam en Wilhelminastraat. In aansluiting op de Beatrixbrug diende er een brede uitvalsweg te komen, waarvoor de oude smalle Peperstraat en de Kalverstraat maar ook de Fransestraat en de zuidelijke helft van de van Kolstraat grotendeels moesten wijken.
Voor de nieuwe brede Peperstraat moesten de oude Peperstraat en de Kalverstraat worden gesaneerd, waarbij de oude huisjes en smalle straatjes grotendeels werd gesloopt. Het buurtje, dat Peperhoek werd genoemd, bestond uit de straten Peperstraat, Kalverstraat, Fransestraat en een stukje Oostzijde. De nieuwe Peperstraat werd in gedeeltes aangelegd tussen 1957 en 1963.
In 1963 werd de nieuwe brede Peperstraat officieel in gebruik genomen en verschenen vooral aan de zuidkant flats en middelhoogbouw met winkels op de begane grond. De lage woningen aan de zuidzijde van de oude Kalverstraat bleven tot de dag van vandaag gehandhaafd. Oorspronkelijk was er een gevarieerd winkelaanbod en kleinschalige horeca maar tegenwoordig bevinden zich er voornamelijk uitzendbureaus, computerwinkels en makelaars. 

## Verkeer en vervoer
Door de straat rijden EBS stadsbuslijnen 64 en 69, streeklijnen 65 en 111 en R-net lijn 394 Tot de ingebruikname van het nieuwe station in 1983 was het centrale busstation van de Enhabo, de toenmalige vervoerder, gelegen in de Peperstraat aan de noordzijde op een open terrein aan de kant van de lage bebouwing van de Kalverstraat. Het gebouwtje staat er nog steeds en huisvest nu een makelaar en het terrein wordt gebruikt als parkeerplaats.